# Хирш-Паули, Ханна
Ханна Хирш, позже Ханна Паули (швед. Hanna Pauli; 13 января 1864 года, Стокгольм — 29 декабря 1940 года, Сольна) —  шведская художница-портретистка.

## Биография
Ханна Хирш-Паули родилась 13 января 1864 года в Стокгольме в семье музыкального издателя Авраама Хирша (Abraham Hirsch), её дядя — Адольф Хирш (Adolf Hirsch) был художником-пейзажистом. Живопись девочка стала изучать с двенадцати лет.
С детства Ханна дружила с Евой Боннар (Eva Bonnier, 1857—1909), они вместе решили стать художницами. Вместе учились сначала в художественной Школе для женщин у Августа Мальмстрёма (August Malmström, 1829—1901), куда Ханна поступила в 1880 году. Через год Ханна была принята в Шведскую Королевскую академию искусств в Стокгольме, где тоже училась вместе с Боннар. Их однокурсницей была также Карин Бергё, бывшая в то время женой Карла Ларссона.

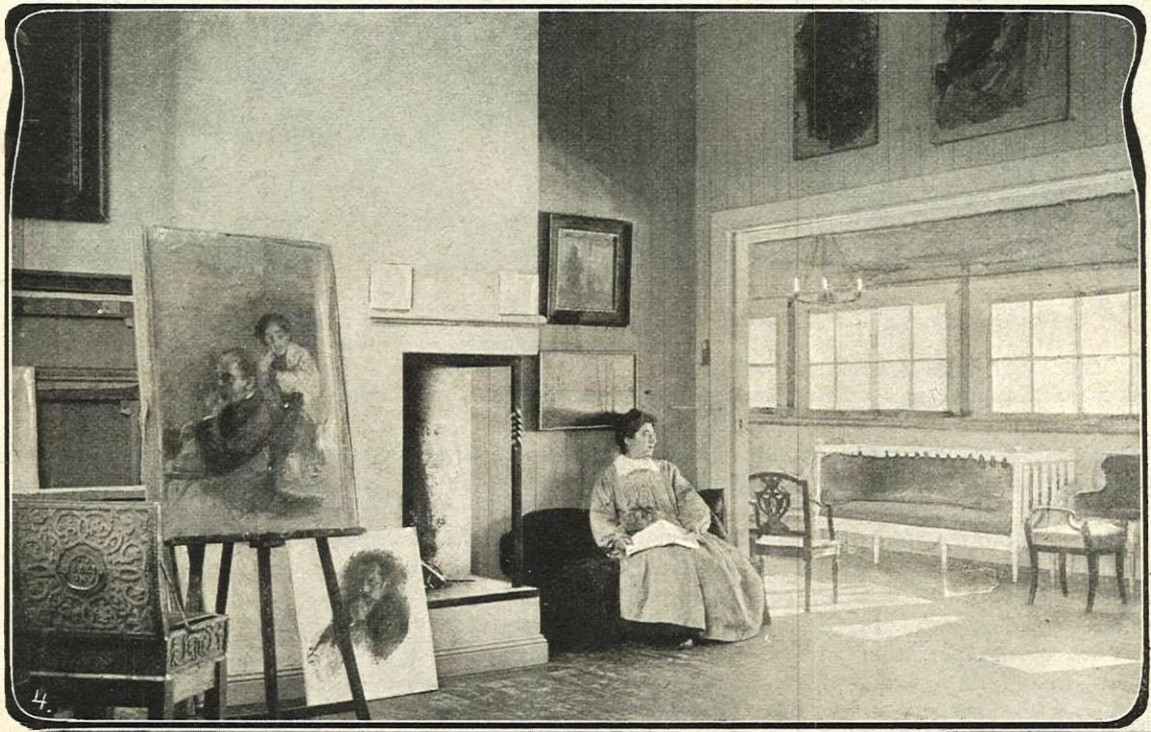
Вилла Паули, студия Ханны Паули, 1906

В 1885 году Ханна за картину «Под лампой» получила в Королевской академии Золотую медаль и стипендию для продолжения учёбы за рубежом. Осенью этого же года Ханна в компании с подругой Евой отправилась в Париж, где поступила в Академию Коларосси. Там она училась с 1885 по 1887 год в мастерской Паскаля Данье-Бювера (Pascal Dagnan-Bouveret) и Рафаэля Коллена (Raphael Collin). В 1886 году в Барбизоне познакомилась со своим будущим мужем, художником Георгом Паули.
В 1887 году молодые люди поженились, а медовый месяц провели Италию. В 1889 году на Всемирной выставке в Париже Ханна Хирш-Паули получила медаль за свою работу «Друзья».
В 1905 году Ханна и Георг Паули построили в муниципалитете Нака виллу, где у каждого была своя студия, на вилле они и жили. В семье у них было трое детей: Торстен, родившийся в 1889 году, Георг (1891) и Рут (1896). В 1940 году её сын Георг и его жена Лиза погибли в автомобильной катастрофе.
За свою творческую жизнь художница Ханна Хирш-Паули создала ряд портретов художников и писателей, входящих в круг её друзей и друзей её мужа. Среди них — живописец Карл Нордстрем (1890; находится в коллекции портретов Бонниер, Стокгольм), писатель Вернер фон Хейденстам, писательница Сельма Лагерлеф (1932, Национальный музей), групповой портрет «Друзья» (1907, Национальный музей), на котором также изображена писательница Эллен Кей.
В 1935 году супруги Георг и Ханна Паули подарили коллекцию картин художественному музею города Йонкёпинга. Ханна Хирш-Паули скончалась 29 декабря 1940 года в шведской коммуне Сольна.
Ныне произведения художницы находятся в Художественном музее города Йонкёпинга, Национальном музее Швеции, в художественном музее Гётеборга, в частной коллекции произведений искусства семьи Бонниер.

## Память
Одна из улиц на юго-западе Стокгольма названа в честь художницы — улица Ханны Паули. В этом районе города много других улиц также названы в честь известных женщин первой половины XX века.

## Галерея

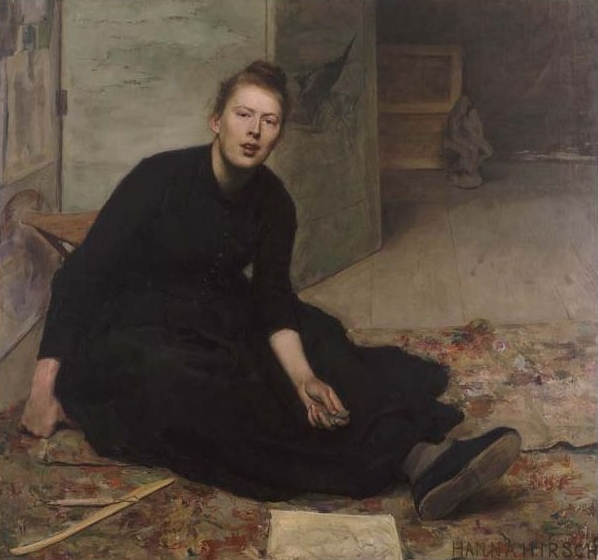
Портрет художницы Венни Солдан, 1887.
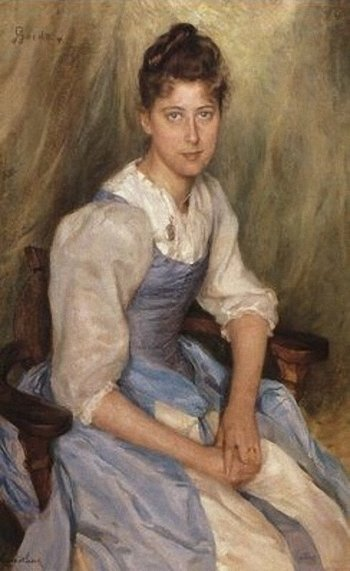
Ханна Хирш. Герда, 1891
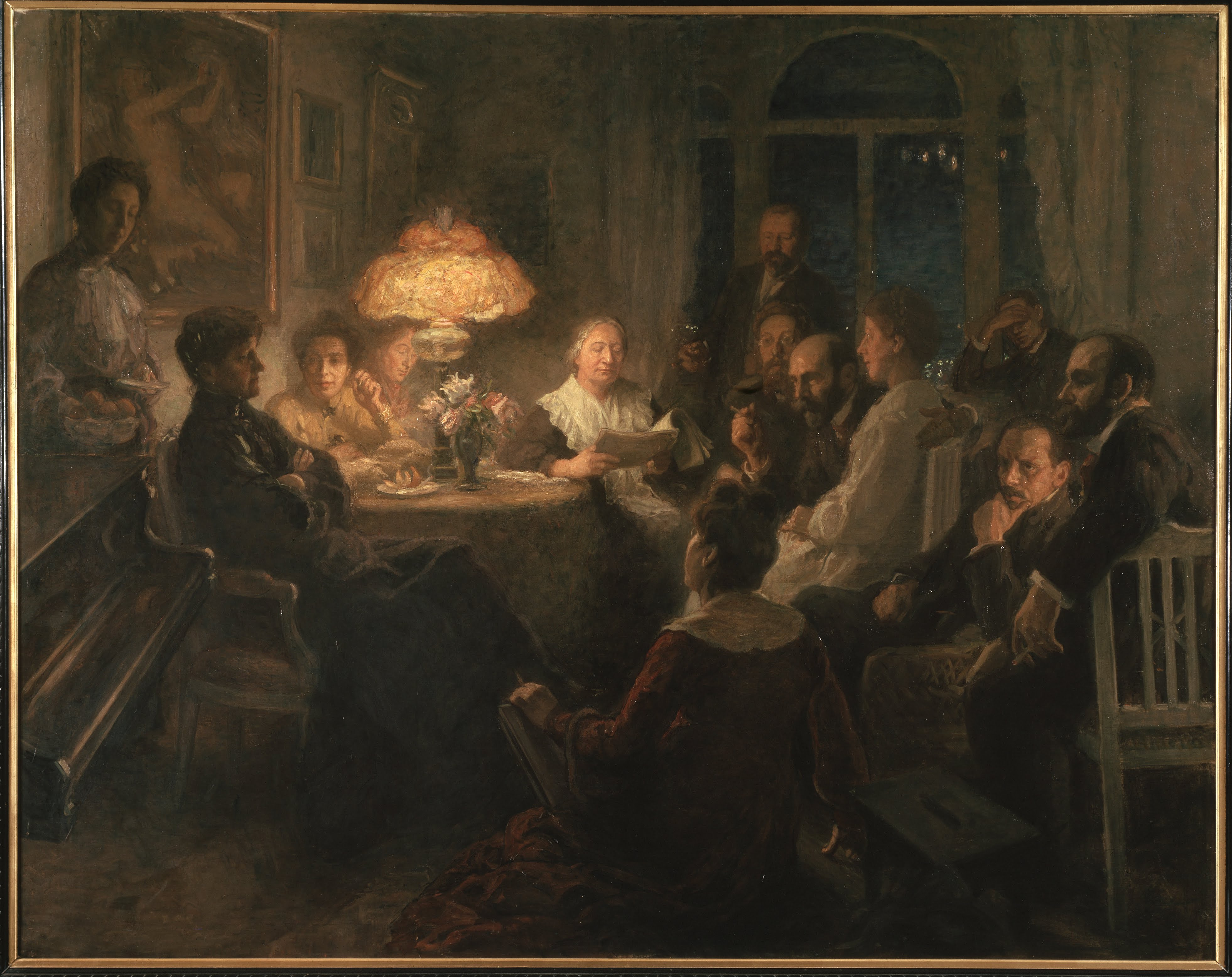
Ханна Хирш. Друзья, 1885
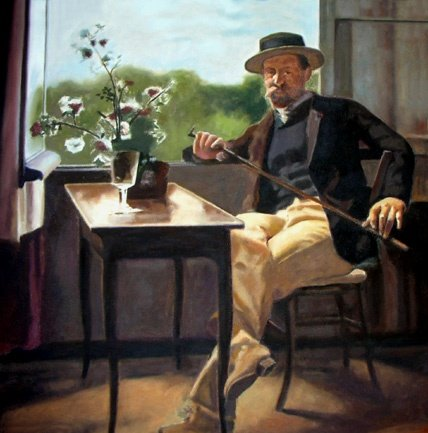
Портрет Джорджа Паули, около 1910
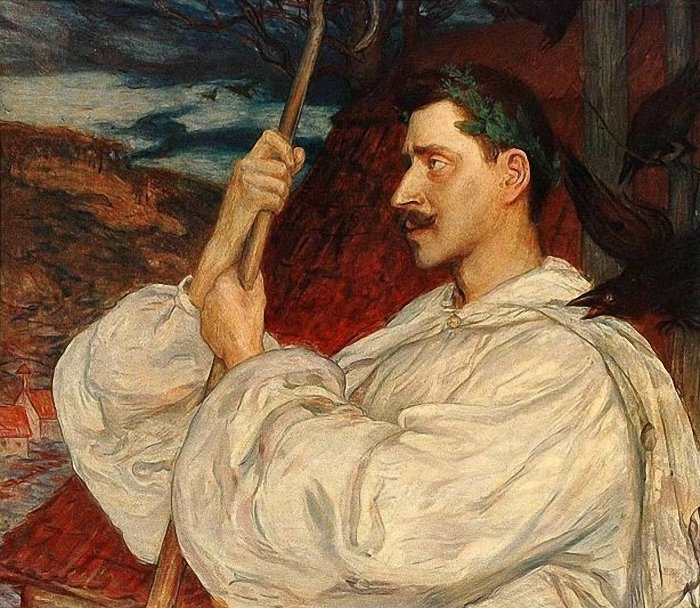
Вернер фон Хейденстам, 1896
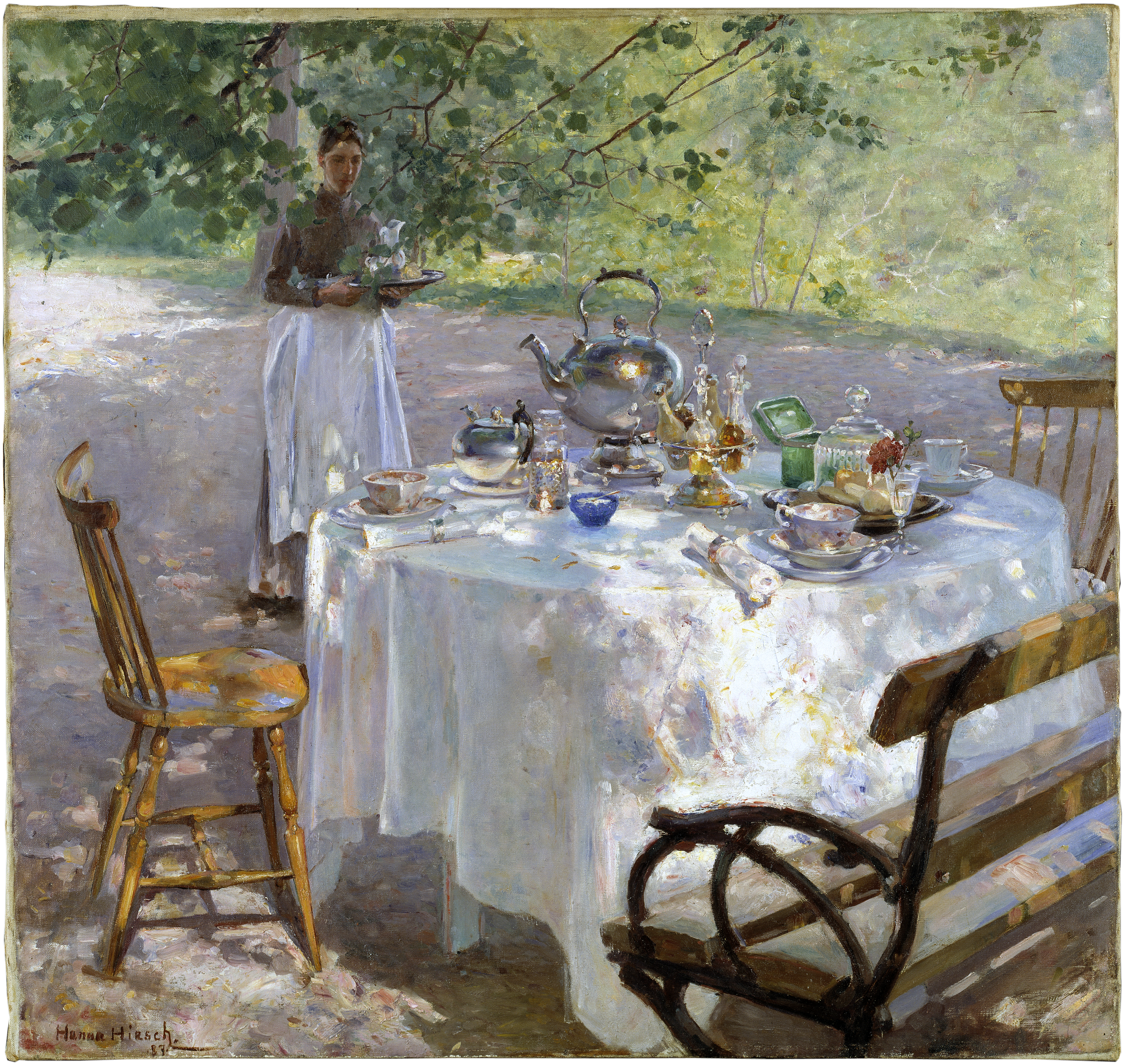
Время завтрака. 1887 г. Национальный музей Швеции, Стокгольм